# Terence O'Brien
Terence Noel O'Brien (23. december 1906 - 19. december 1982) var en engelsk roer.
O'Brien vandt sølv for Storbritannien i toer uden styrmand ved OL 1928 i Amsterdam. Hans makker i båden var Robert Nisbet. I finalen blev briterne kun slået af den tyske båd roet af Bruno Müller og Kurt Moeschter, mens USA's Paul McDowell og John Schmitt kom ind på tredjepladsen.

## OL-medaljer
- 1928:  Sølv i toer uden styrmand